# Filippo Lippi

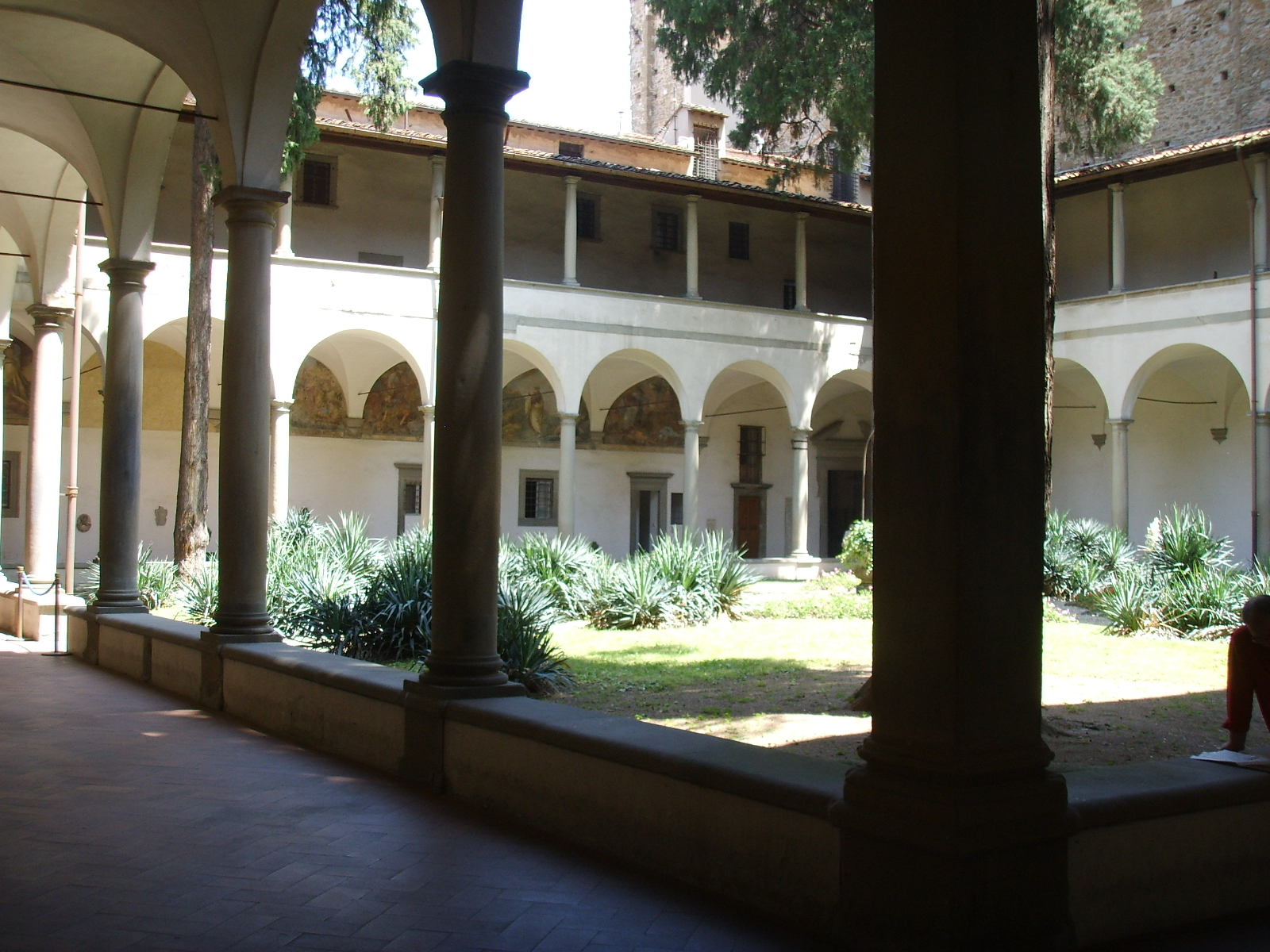
Het klooster Santa Maria del Carmine in Florence, waar Filippo Lippi zijn jeugd doorbracht

Fra Filippo Lippi (Florence, ca. 1406 – Spoleto, ca. 8 oktober 1469), ook bekend onder de naam Lippo Lippi, was een van de belangrijkste Florentijnse kunstschilders van de Vroegrenaissance.
Lippi's zoon Filippino Lippi was eveneens een bekende Italiaanse renaissanceschilder. Zijn Florentijnse evenknie was Fra Angelico.

## Biografie
Filippo Lippi’s ouders stierven toen hij nog jong was. Door zijn tante werd hij vervolgens naar het Karmelietenklooster in Florence gebracht. Hier leerde hij tekenen en schilderen. In 1421 trad hij toe tot de orde der Karmelieten.
In het begin van zijn loopbaan werd Filippo vooral beïnvloed door het werk van Tommaso Masaccio. 
Masaccio schilderde een serie fresco’s op de muren van de Capella Brancacci van de Karmelietenkerk in Florence waar ook Filippo aan fresco’s werkte, met als onderwerp “bevestiging van de regels der Karmelieten”. Deze fresco's laten de invloed van Masaccio duidelijk zien.
Filippo verliet het klooster maar bleef wel tot de kloosterorde behoren. In 1439 beschreef hij zichzelf als de "armste broeder van Florence", belast met het onderhoud van zes van zijn nichtjes. In 1452 werd hij benoemd tot kapelaan van de San Giovanninokerk in Florence, en in 1457 werd hij rector (Rettore Commendatario) van de  San Quirico in Legnaia, een wijk in de stad Florence. Hij verdiende op dat moment wel een aardig salaris, dat hij even hard weer uitgaf aan zijn minnaressen. 
Omstreeks 1458 kreeg Filippo  Lippi een opdracht voor het schilderen van fresco’s in de kerk van Santa Margherita in Prato. Daar ontmoette hij Lucrezia Buti, die door haar vader, de Florentijn Francesco Buti waarschijnlijk bij de nonnen in curatele was gesteld. Lippi schaakte de jonge vrouw en nam haar met zich mee naar zijn huis. Ze kregen een zoon, Filippino Lippi, die later in de voetsporen van zijn vader zou treden.
In 1434 kreeg hij een opdracht van Cosimo de Medici voor het schilderen van een Madonna en een geboorte van Christus.  
Daarna volgde een periode waarin Filippo zich liet beïnvloeden door de Vlaamse schilders. Hij ontwikkelde vervolgens zijn eigen stijl die gekenmerkt wordt door dynamiek en beweging. Bovendien schilderde hij zijn figuren vaak in verschillende ruimten binnen een doek, soms worden ze van elkaar gescheiden doordat ze in verschillende vertrekken of omgevingen worden geplaatst, of door een andere lichtval. Waarschijnlijk is Sandro Botticelli een leerling van Filippo Lippi.
Aan het eind van zijn leven trok hij naar Spoleto, waar hij in de kathedraal scènes uit het leven van Maria schilderde. Hij stierf voordat hij deze voorstelling kon afmaken. Deze werd later voltooid door Fra Diamante. Fra Filippo ligt begraven in Spoleto, waar een groots monument voor hem werd opgericht, ontworpen door zijn zoon Filippino in opdracht van Lorenzo de' Medici.

## Fotogalerij

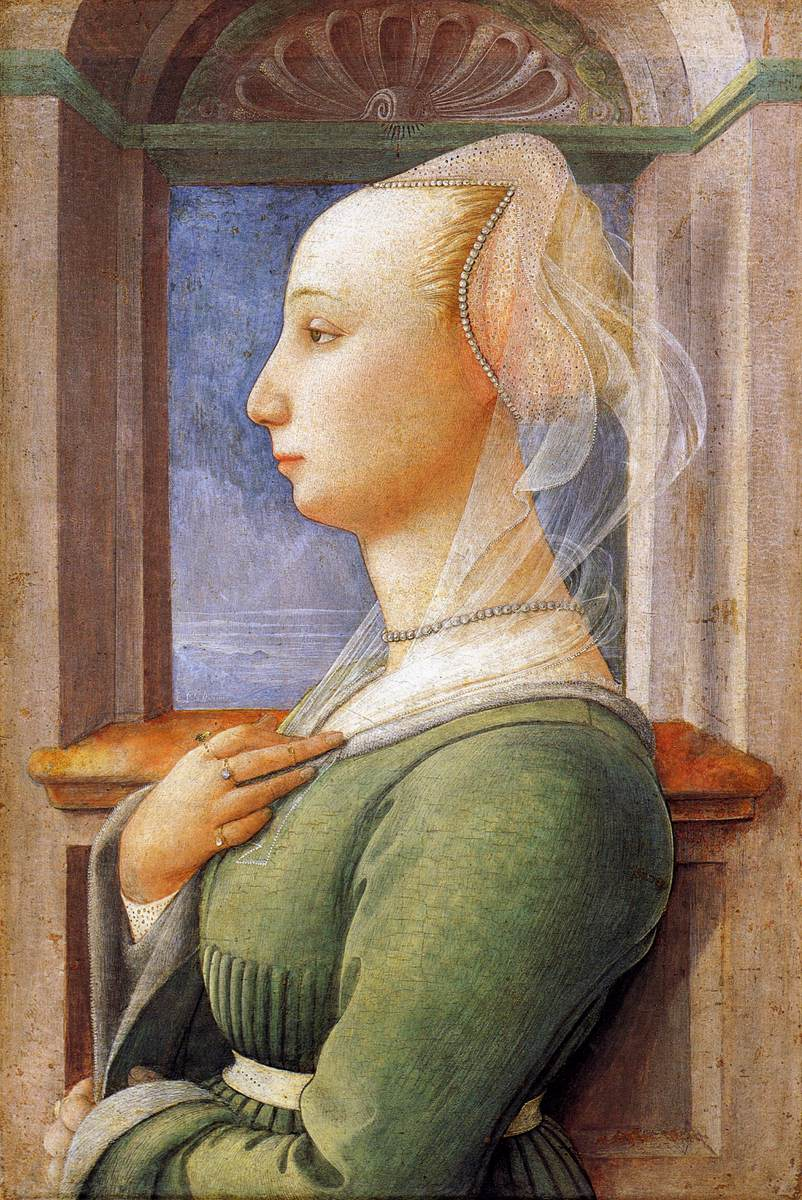
Portret van een vrouw, ca. 1445
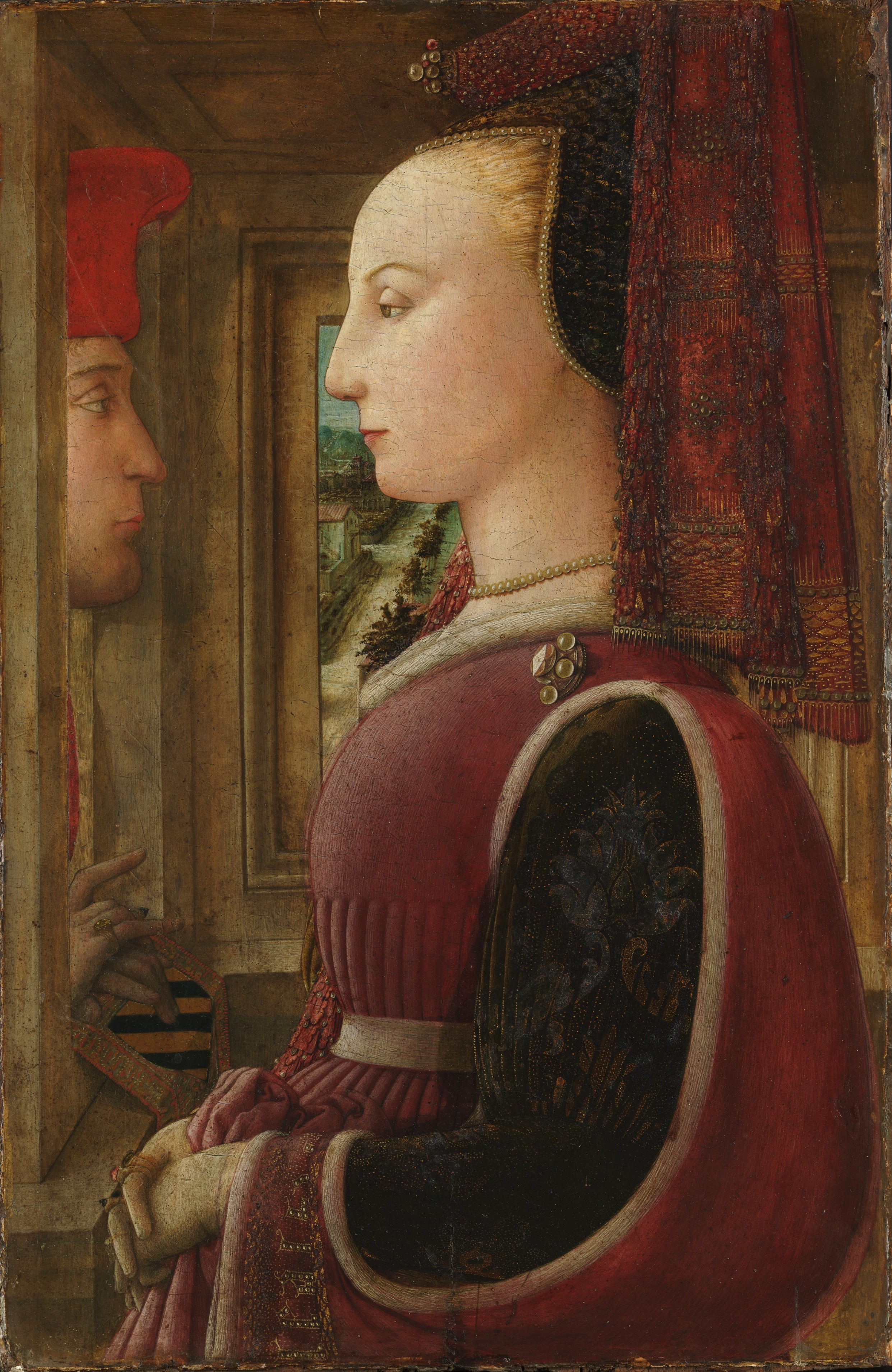
Portret van een vrouw en een man bij een open venster, ca. 1440

- Bibsys: 90263894
- Biblioteca Nacional de España: XX991247
- Bibliothèque nationale de France: cb12135152z (data)
- Catàleg d'autoritats de noms i títols de Catalunya: 981058523595506706
- CiNii: DA05643813
- Gemeinsame Normdatei: 118728539
- International Standard Name Identifier: 0000 0001 0815 407X
- KulturNav: 37b58226-42e4-4967-9521-62e216467a4d
- Library of Congress Control Number: n81080566
- Nationale Bibliotheek van Letland: 000194529
- Bibliotheek van het Japanse parlement: 00470558
- Nationale Bibliotheek van Tsjechië: xx0011779
- Nationale bibliotheek van Australië: 35815860
- Nationale Bibliotheek van Israël: 987007277888905171
- Nationale Bibliotheek van Polen: a0000001206716
- Nationale en Universitaire bibliotheek Zagreb: 000731441
- Nederlandse Thesaurus van Auteursnamen: 070676895
- Réseau des bibliothèques de Suisse occidentale: 02-A000105781
- RKD-Nederlands Instituut voor Kunstgeschiedenis: 50331
- Istituto Centrale per il Catalogo Unico: RAVV025560
- LIBRIS: 244950
- SNAC: w6sf3dsv
- Système universitaire de documentation: 029803454
- Trove: 1100333
- Union List of Artist Names: 500019158
- Virtual International Authority File: 88683746
- WorldCat: E39PBJdx4VGfjKcXbywV8BmDbd